# نورثروب واي إف-23
نورثروب/ماكدونل دوغلاس واي إف-23 (بالإنجليزية: Northrop/McDonnell Douglas YF-23)‏ هي نموذج تجريبي لمُقاتلة شبحية أمريكية ذات مقعد واحد ثنائية المحرك صُممّت لصالح القوات الجوية الأمريكية (USAF). وقد كانت التصميم النهائي في مسابقة المقاتلات التكتيكية المتقدمة (ATF) التابعة لسلاح الجو الأمريكي، حيث نافست لوكهيد واي إف-22 للحصول على عقد إنتاج. وبُنيَ منها نموذجان أوليّان من طراز واي إف-23، أطلق عليهما اسم الأرملة السوداء 2 والشبح الرمادي.
بدأت القوات الجوية الأمريكية في الثمانينيات من القرن الماضي البحث عن بديل لطائراتها المُقاتلة، خاصة لمُواجهة مُقاتلتي الاتحاد السوفيتي سوخوي سو-27 وميج 29 المُتفوقتين. قدمت العديد من الشركات مُقترحات التصميم؛ إلا أن القوات الجوية الأمريكية اختارت مُقترحات شركتي نورثروب ولوكهيد. تعاونت نورثروب مع ماكدونل دوغلاس لتطوير واي إف-23، في حين طورت شركات لوكهيد وبوينغ وجنرال ديناميكس واي إف-22.
كانت واي إف-23 أكثر تخفياً وسرعة، لكن أقل خفة من منافستها. بعد عملية تطوير وتقييم استمرت أربع سنوات، أُعلنّ عن فوز واي إف-22 في 1991 ودخلت الإنتاج باسم لوكهيد مارتن إف-22 رابتور. بحثت البحرية الأمريكية في استخدام نسخ الإنتاج من المُقاتلات التكتيكية المتقدمة أساسًا لاستبدال الطائرة إف-14، ولكن أُلغيّت هذه الخطط لاحقاً. أصبح نموذجا واي إف-23 الأوليان من المعروضات المتحفية اعتباراً من 2010.

## التطوير
رصدت أقمار التجسس الأمريكية لأول مرة نموذجي المُقاتلات السوفيتية المتقدمة سوخوي-27 وميج-29 في 1978، الأمر الذي أثار قلقاً في الولايات المتحدة، فقد كان من المتوقع أن يقلل الطرازان السوفيتيان من ميزة المُناورة للمُقاتلات الأمريكية المعاصرة. وفي 1981، طلبت القوات الجوية الأمريكية معلومات من العديد من شركات صناعة الطائرات حول الميزات المُحتملة لمُقاتلة تكتيكية متقدمة (ATF) لتحل محل إف-15 إيغل. بعد محادثات مع تلك الشركات، حددت القوات الجوية الأمريكية الدور الأساس للمُقاتلات التكتيكية المتقدمة بأن تكون مقاتلة تفوق جوي. كان من المفترض أن تستفيد المُقاتلات التكتيكية المتقدمة من التقنيات المستجدة، بما في ذلك المواد المركبة والسبائك خفيفة الوزن وأنظمة التحكم في الطيران المتقدمة وأقوى أنظمة الدفع وتقنية التخفي. في أكتوبر 1985، أصدرت القوات الجوية الأمريكية نموذج طلب تقديم عرض (RFP) للعديد من مصنعي الطائرات. وقد عُدّل طلب تقديم العروض في مايو 1986 ليشمل تقييم النموذج الأولي للمركبات الجوية من اثنين من المتأهلين للتصفيات النهائية. في ذات الوقت، أعلنت البحرية الأمريكية، في إطار برنامج المُقاتلة البحرية التكتيكية المتقدمة (NATF)، أنها ستستخدم نسخة من النموذج الفائز للمُقاتلة التكتيكية المتقدمة لتحل محل مُقاتلات إف-14 توم كات. دعا برنامج المُقاتلة البحرية التكتيكية المتقدمة لشراء 546 طائرة إلى جانب خطة القوات الجوية الأمريكية لشراء 750 طائرة.

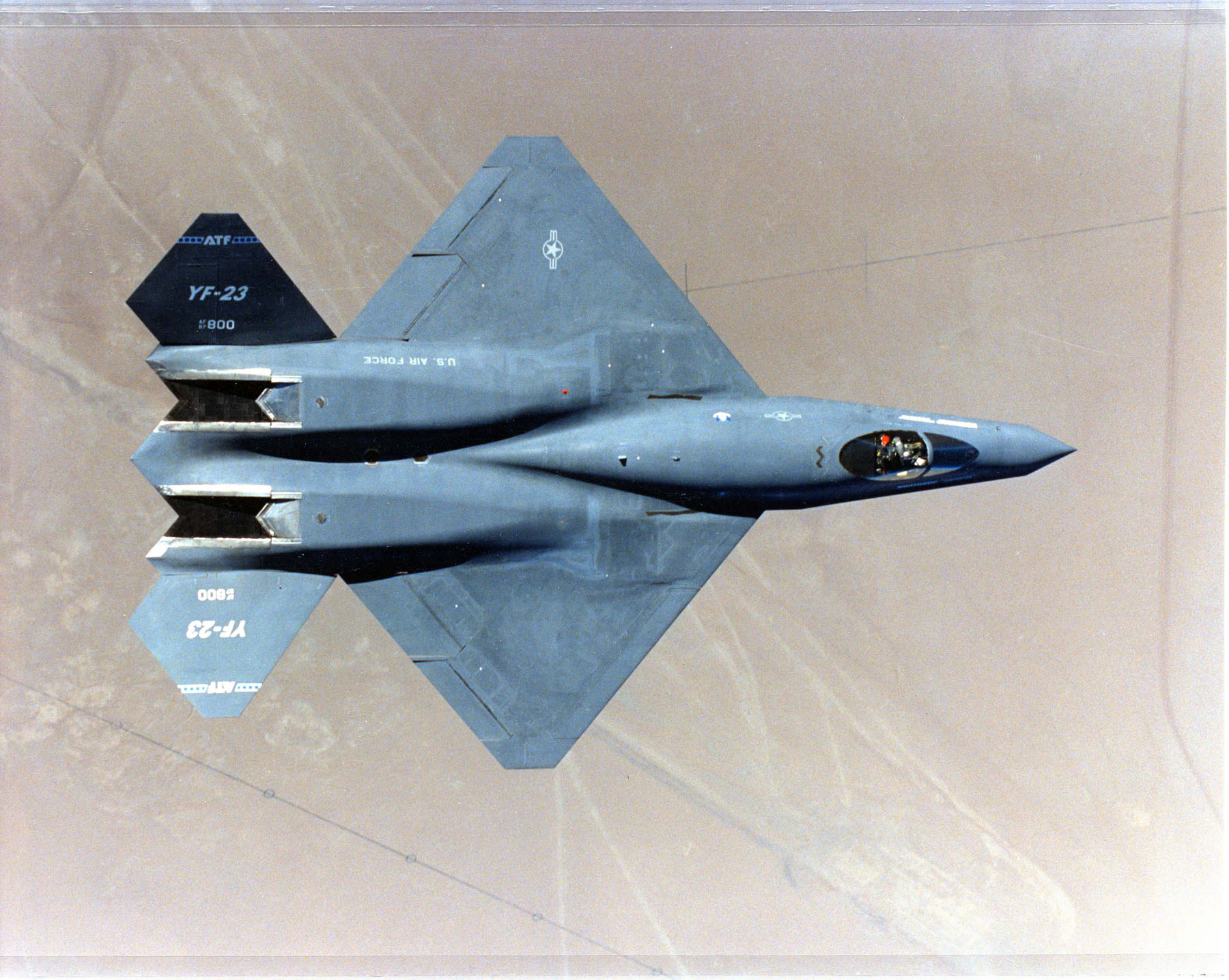
منظر علوي لطائرة واي إف-23، يُظهر الجناحين شبه المنحرفين والفصل بين هيكل الطائرة الأمامي وغطائي المحرك.

قدمت شركات لوكهيد، بوينغ، جنرال ديناميكس، ماكدونل دوغلاس، نورثروب، غرومان وروكويل مُقترحات في يوليو 1986. انسحبت الأخيرتان من المنافسة بعد ذلك بوقت قصير. شكلت لوكهيد وبوينغ وجنرال ديناميكس، بعد تقديم العروض، فريقاً لتطوير أي تصميمات مُقترحة وقع اختيارها، إن وجدت. بينما كونت شركتا نورثروب وماكدونل دوغلاس فريقاً باتفاق مماثل. اختيرت مقترحات لوكهيد ونورثروب كمرشحين نهائيين في 31 أكتوبر 1986. ومنح كلا الفريقين 50 شهراً لبناء واختبار نماذجهم الأولية، وقد نجح الفريقان في إنتاج لوكهيد واي إف-22 ونورثروب واي إف-23.
جاء تصميم واي إف-23 لتلبية متطلبات القوات الجوية الأمريكية من الصمود، والطواف الفائق، والتخفي، وسهولة الصيانة. استدعت متطلبات الطواف الفائق رحلات طويلة أسرع من الصوت دون استخدام حوارق لاحقة. وقد استفادت شركة نورثروب من تجربتها مع بي-2 سبيريت وإف/إيه-18 هورنت في تقليل قابلية النموذج للرصد بواسطة الرادار والأشعة تحت الحمراء. وفي البداية طلبت القوات الجوية الأمريكية أن تكون الطائرة قادرة على الهبوط والتوقف في حدود 2000 قدم (610 م)، مما يعني حتمية استخدام عاكسات الدفع في محركاتها. في 1987 غيرت القوات الجوية الأمريكية متطلبات طول المدرج إلى 3000 قدم (910 م)، لذلك لم يعد هناك حاجة لعاكسات الدفع. سمح ذلك للطائرة بأن يكون لها حاضنات محرك أصغر. إلا أنه لم يُقلص حجم الحاضنات في النماذج الأولية.
طُرح أول نموذج واي إف-23 (الرقم التسلسلي 87-0800)، نموذج المركبة الجوية الأولى (PAV-1)، في 22 يونيو 1990؛ التي استغرقت 50 دقيقة في أول رحلة لها في 27 أغسطس مع تولي ألفريد «بول» ميتز قيادتها. حلقت الطائرة واي إف-23 الثانية (الرقم التسلسلي 87-0801، PAV-2) في أول رحلة لها في 26 أكتوبر بقيادة جيم ساندبرج. طُليَت طائرة واي إف-23 الأولى باللون الرمادي الفحمي ولُقّبت بالأرملة السوداء الثانية، تبعاً للطائرة نورثروب بي-61 بلاك ويدو من الحرب العالمية الثانية. وكانت تحتوي لفترة وجيزة على شعار ساعة رملية حمراء تشبه العلامات الموجودة على الجانب السفلي لعنكبوت الأرملة السوداء قبل أن تزيلها إدارة نورثروب. أما النموذج الأولي الثاني فقد طُليّ بدرجتين من اللون الرمادي وقد أطلق عليهما العنكبوت والشبح الرمادي.

## تصميمها

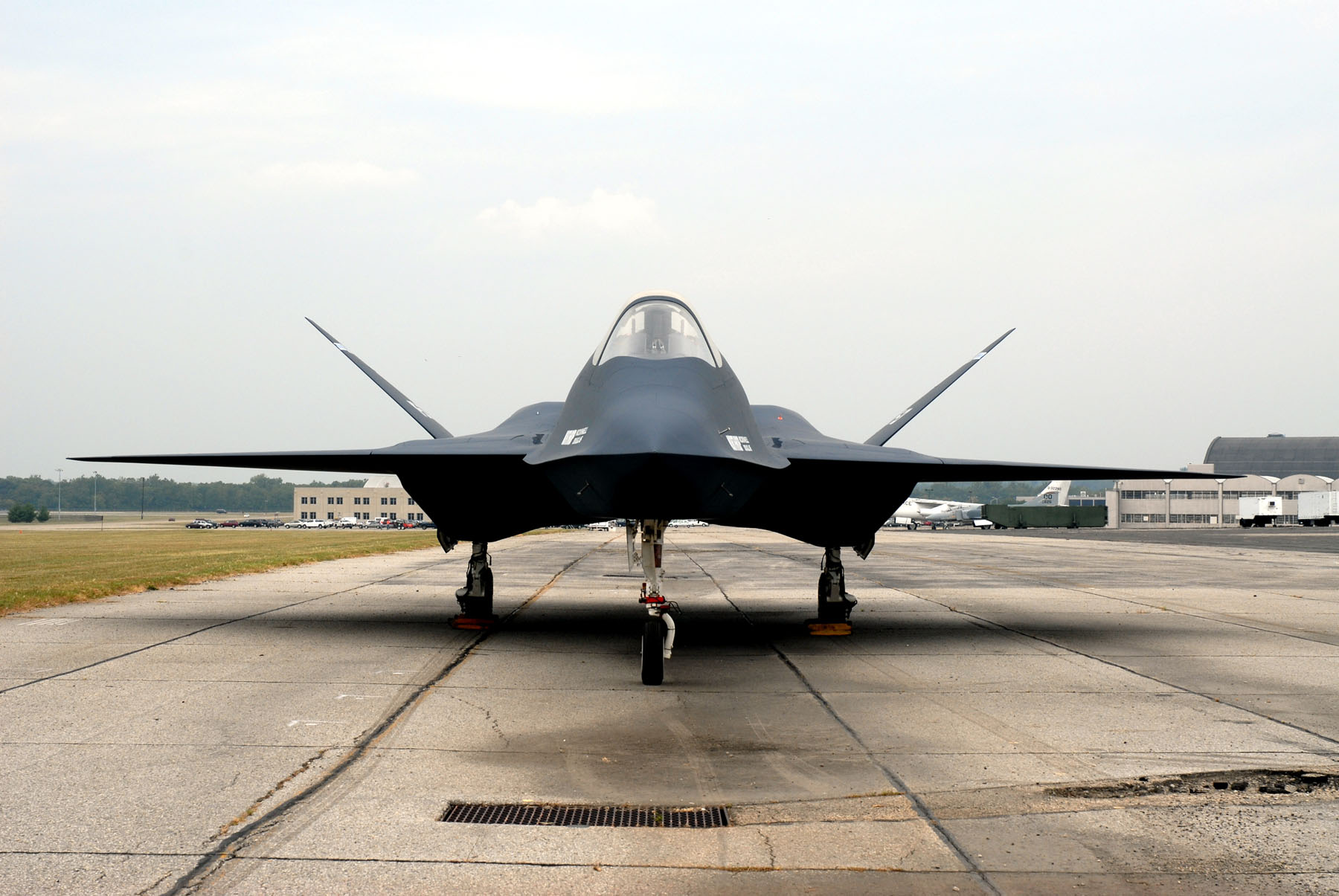
منظر أمامي للطائرة (87–0800) يُظهر الشكل الخارجي المنحني للتصميم.

كانت واي إف-23 طائرة ذات مظهر مُغاير، بأجنحة ماسية الشكل وهيئة ذات تحكم كبير في الحيز لتقليل المقاومة الهوائية عند السرعات حول صوتية وذيل على شكل V متحرك بالكامل. وضعّت قمرة القيادة في مكان مرتفع بالقرب من مُقدمة الطائرة لتوفير رؤية جيدة للطيار. تميزت الطائرة بتركيب معدات هبوط ثلاثية العجلات مع ساق هبوط أمامية واثنتين من سيقان الهبوط الرئيسية. أما مخزن الأسلحة فقد وضع على الجانب السفلي من جسم الطائرة بين المُقدمة ومعدات الهبوط الرئيسية. كذلك تحتوي قمرة القيادة على عصا مركزية وخانق جانبي.
كانت الطائرة تُدفع بمحركين توربينيين، ثُبِّتَ كل واحد منهما في باسنة منفصلة بمجاري هواء على شكل حرف (S) على جانبي ظهر الطائرة، بغرض حماية الضواغط المحورية للمحرك من موجات الرادار. من بين الطائرتين المصنعتين جُهزّت أول واي إف-23 (بي إيه في-1) بمحركات برات آند ويتني واي إف 119، بينما زُوّدت الثانية (بي إيه في-2) بمحركات جنرال ديناميكس واي إف 120. تميزت الطائرة بفوهات محرك ثابتة بدلاً من فوهات توجيه الدفع كما في واي إف-22. وعلى غرار بي-2، فإن العادم يتدفق من محركات واي إف-23 عبر أحواض مبطنة ببلاطات مُقاومة للحرارة لتبديد الحرارة وحماية المحركات من كشفها بالصواريخ الموجهة بالأشعة تحت الحمراء لها من الأسفل.

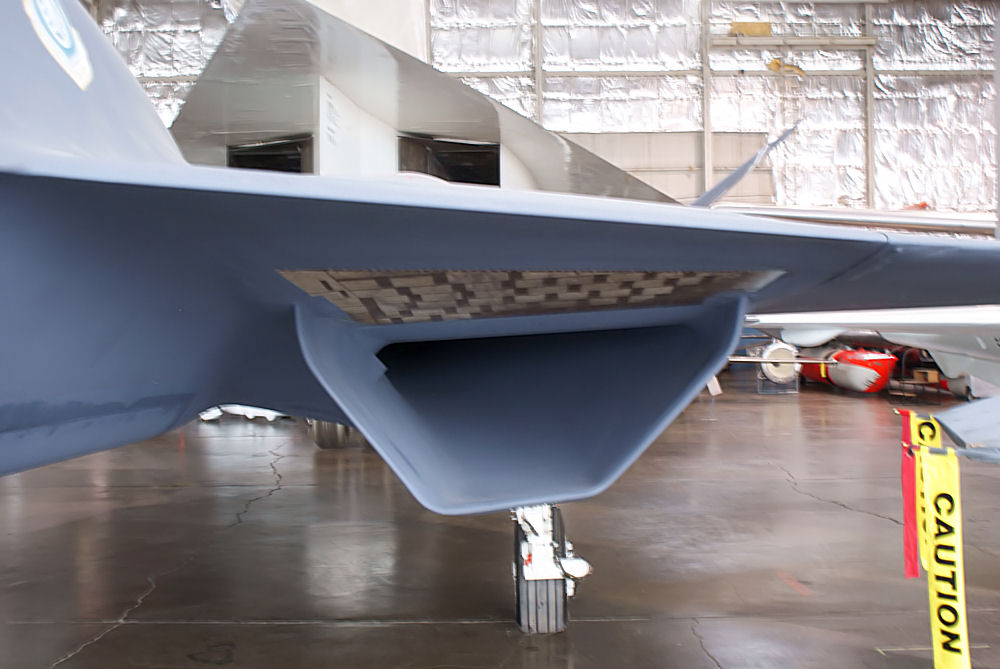
قناة سحب الهواء الإفعوانية في محرك واي إف-23.

يتحكم نظام حاسوب إدارة مركزي في أسطح توجيه الطيران. من خلال رفع قلابات الأجنحة والجنيحات من جانب وخفضها على محور الالتفاف المتوفر الآخر. كانت الزعانف على شكل (V) مائلة بزاوية 50 درجة من الوضع الرأسي. جُهزّ محور الانحدار عن طريق تدوير زعانف الذيل على شكل (V) في اتجاهات متعاكسة بحيث تتحرك حوافها الأمامية معاً أو منفصلة. توفَّر جهاز تحكم الانحراف عن طريق تدوير زعانف الذيل في الاتجاه نفسه. صرح طيار الاختبار بول ميتز أن واي إف-23 كان لها أداء مُتفوق بزاوية مواجهة عالية مُقارنة بالطائرات القديمة. وفر انحراف الجناح لأسفل والجنيحات لأعلى على كلا الجانبين في الوقت نفسه فرملة هوائية. وللحفاظ على انخفاض التكاليف مع أن التصميم حديثٌ، فقد استُخدمّ عددٌ من المكونات «التجارية الجاهزة»، بما في ذلك عجلة مُقدمة إف-15 وأجزاء أجهزة هبوط إف/إيه-18 الرئيسية ومكونات قمرة قيادة إف-15 إي سترايك إيغل الأمامية.

### نسختها البحرية
عُدَّ البديل البحري المُقترح من واي إف-23 المعروف باسم «إن إيه تي إف-23» بديلاً لطائرة إف-14 توم كات. دُرس تصميم واي إف-23 الأصيل للمرة الأولى ووجد أنه من الممكن أن يواجه مشكلات في التعامل مع مساحة سطح الطائرة والتخزين والهبوط وإطلاق المجنقة التي تتطلب تصميماً مُختلفاً.
ظهرت رسومات نورثروب إن إيه تي إف-23 على مواقع الإنترنت المختلفة بدءاً من 2010. كانت إن إيه تي إف-23 مختلفة من نواحٍ عدة، وكان الجناح ذو الشكل الماسي موجوداً في الخلف لأبعد مسافة ممكنة بذيل مزدوج تقليدي بدلاً من الدفة المسننة للمزاوجة الرادارية المنخفضة ولزيادة القدرة على المناورة بسرعات منخفضة لعمليات حاملات الطائرات وقابلية طي الجناح للتخزين على مدرج الطيران، إضافة إلى معدات هبوط معززة وخطاف ذيل وذيول أمامية للهبوط على حاملات الطائرات وفوهات توجيه الدفع. كان مدخلا المحرك مختلفين أيضاً لأنهما كانا ربع دائرة بها مسننات وكان من المفترض أن يزيد طول جناحيها 48 قدمًا وطولها 62 قدمًا. يمكن العثور حالياً على طائرة إن إيه تي إف-23 لنموذج اختبار نفق الرياح دي بي-527 الذي استُخدم لمدة 14.000 ساعة من الاختبار كجزء من نصب كلاين بارك التذكاري لقدامى المحاربين في بلفونتين نيبورز، والذي تبرعت به شركة بوينغ في 2001.

## تاريخها العملي

### تقييمها

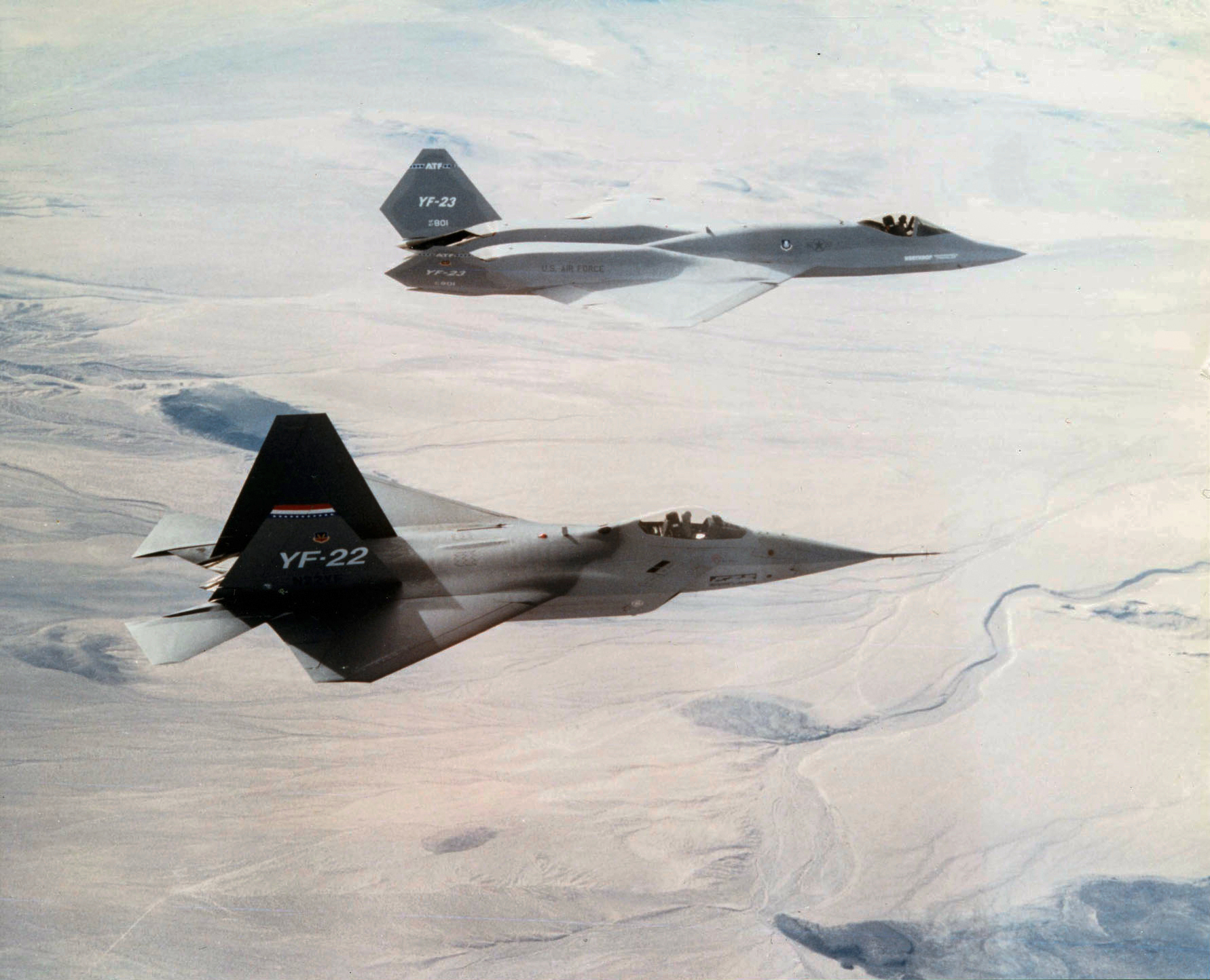
واي إف-22 في المقدمة مع واي إف-23 في الخلفية.

انطلقت أولى طائرتي واي إف-23 بمحركات ويتني آند برات، بسرعة فائقة وصلت إلى 1.43 ماخ في 18 سبتمبر 1990، بينما وصلت الثانية بمحركات جنرال إلكتريك، إلى 1.6 ماخ في 29 نوفمبر 1990. وبالمقارنة حققت واي إف-22 1.58 ماخ في رحلة طيران فائقة. خضعت واي إف-23 لاختبار بسرعة قصوى بلغت 1.8 ماخ بكامل طاقتها وحققت أقصى زاوية هجومية بلغت 25 درجة. وقد صُنفّت السرعة القصوى على الرغم من أن المصادر تشير إلى سرعة قصوى أعلى من ماخ 2 على ارتفاع وسرعة فائقة أعلى من ماخ 1.6. صُمم مخزن أسلحة الطائرة لإطلاق الذخيرة واستخدمت لاختبار صوتيات مخزن الأسلحة، لكن لم تُطلق صواريخ؛ أطلقت شركة لوكهيد صواريخ إيه آي إم-9 سايدويندر وإيه آي إم-120 أمرام بنجاح من طائرتها التجريبية واي إف-22. أجرت بي إيه في-1 عرضاً قتالياً سريعاً مع ست رحلات على مدى 10 ساعات في 30 نوفمبر 1990. استمر اختبار الطيران في ديسمبر. حلقت طائرتا واي إف-23 50 مرة لمدة 65.2 ساعة. أظهرت اختبارات قيم الأداء المتوقعة لشركة نورثروب لطائرة واي إف-23. أن واي إف-23 كانت أكثر تخفياً وسرعة، لكن واي إف-22 كانت أكثر مرونة.
قدّم فريقا المتعهدين نتائج التقييم مع مُقترحاتهم في ديسمبر 1990، وفي 23 أبريل 1991 أعلن وزير القوات الجوية دونالد رايس فوز واي إف-22. اختار سلاح الجو محرك واي إف 119 لتشغيل نسخة إنتاج إف-22. صُنِّفت تصميمات لوكهيد وويتني آند برات بدرجة أعلى من الناحية الفنية، واعتبرت ذات مخاطر أقل، كما اعتُبرت إدارة برنامجها أكثر فعالية. تكهنت صحافة الطيران بأن واي إف-22 كان يُنظر إليها أيضاً على أنها أكثر قدرة على التكيف مع المقاتلة البحرية التكتيكية المتقدمة (NATF) التابعة للبحرية، لكن بحلول عام 1992 تخلت البحرية الأمريكية عن الأخيرة.
عقب المُنافسة نُقلت كل من طائرتي واي إف-23 إلى مركز درايدن لأبحاث الطيران التابع لناسا في قاعدة إدواردز الجوية في كاليفورنيا بدون محركاتهما. خططت ناسا لاستخدام إحدى الطائرات لدراسة تقانات لمعايرة الأحمال المتوقعة لنتائج الطيران المقاسة، لكن هذا لم يحدث.

### احتمالية إحيائها
اقترحت شركة نورثروب غرومان في 2004 قاذفة مطورة على أساس واي-23 لتلبية حاجة القوات الجوية الأمريكية لقاذفة مؤقتة والتي كانت إف بي-22 وبي-1آر تتنافس عليها أيضاً. عدّلت شركة نورثروب طائرة بي إيه في-2 لتكُون بمثابة نموذج عرض لقاذفتها المُؤقتة المُقترحة. انتهت احتمالية وجود قاذفة مؤقتة على أساس واي إف-23 مع مراجعة الدفاع الرباعية لعام 2006، والتي فضّلت قاذفة بعيدة المدى بمدى أكبر بكثير. انتقلت القوات الجوية الأمريكية منذ ذلك الحين إلى برنامج قاذفة قنابل من الجيل التالي [الإنجليزية].
أطلقت اليابان برنامجاً لتطوير مُقاتلة محلية من الجيل الخامس/السادس (إف-3) بعد أن رفض الكونجرس الأمريكي في 1998 تصدير مُقاتلة إف-22. بعد قدر كبير من الدراسة وبناء نماذج ثابتة حلقت طائرة الاختبار متسوبيشي إكس-2 شنشن كمظاهرة تكنولوجية من 2016. بحلول يوليو 2018 جمعت اليابان معلومات كافية وقررت أنها ستحتاج إلى إشراك شركاء دوليين لإكمال هذا المشروع. كانت شركة نورثروب غرومان إحدى هذه الشركات التي استجابت وهناك تكهنات بأنها من الممكن أن تقدم نسخة حديثة من واي إف-23 لليابان.

## الطائرات المعروضة
ظل كل من هيكلي المُقاتلة واي إف-23 في المخازن حتى منتصف 1996 عندما نُقلا إلى المتاحف.
- واي إف-23 إيه (PAV-1)، برقم مسلسل القوات الجوية 87-0800، رقم التسجيل (N231YF)، معروضة في مستودع البحث والتطوير بالمتحف الوطني للقوات الجوية الأمريكية بالقرب من دايتون، أوهايو.[47]
- واي إف-23 إيه (PAV-2)، برقم مسلسل القوات الجوية 87-0801، رقم التسجيل (N232YF)، كانت معروضة في المتحف الغربي للطيران حتى 2004،[39] استعادتها شركة نورثروب غرومان، واستخدمتها نموذج عرض للقاذفة الرئيسة واي إف-23.[48] وقد عاد هذا النموذج إلى المتحف الغربي للطيران، وعُرض بدءاً من 2010 في الموقع الجديد للمتحف في مطار زامبيريني، تورانسي، كاليفورنيا.[49]

## الخصائص
أُخذت بيانات الخصائص من مجموعة من الدراسات المنشورة في دوريات محكمة.

### العامة
- الطاقم: 1
- الطول: 67 قدم 5 بوصة (20.55 م)
- باع الجناح: 43 قدم 7 بوصة (13.28 م)
- الارتفاع: 13 قدم 11 بوصة (4.24 م)
- مساحة الجناح: 900 قدم2 (84 م2)
- الوزن فارغة: 29,000 رطل (13,154 كـغ)
- الوزن الإجمالي: 51,320 رطل (23,278 كـغ)
- الوزن الأقصى للإقلاع: 62,000 رطل (28,123 كجم)[52]
- المحرك: 2 × محرك توربيني مروحي طراز برات آند ويتني واي إف 119 أو جنرال إلكتريك واي إف 120، 35,000 رطل (160 كيلو نيوتن) بحارق لاحق.

### الأداء
- السرعة القصوى: 1,260 عقدة (1,450 ميل/س؛ 2,334 كم/س) على أعلى ارتفاع
- سرعة الطيران: 921 عقدة (1,060 ميل/س؛ 1,706 كم/س) / طواف فائق: 1.6 ماخ
- سقف الخدمة: 65,000 قدم (20,000 م)
- الحمل على الجناح: 57 رطل/قدم2 (280 كـغ/م2)
- الدفع/الوزن: 1.36

### التسليح
لم يُختبر شيء منه، لكنه كان ضمن الاعتمادات المرصودة:
- 1 × 20 مم (0.79 بوصة) إم-61 فولكان مدفع.
- 4 × إيه آي إم-120 أمرام أو إيه آي إم-7 سبارو صواريخ جو - جو متوسطة المدى.[10][53]
- 2 × إيه آي إم-9 سايدويندر صواريخ جو - جو قصيرة المدى.[53]

### فهرس المراجع
1. ↑  Rich, Michael and William Stanley. Improving U.S. Air Force Readiness and Sustainability. Rand Publications, April 1984. p. 7. نسخة محفوظة 5 أغسطس 2019 على موقع واي باك مشين.
2. ↑  Sweetman 1991, pp. 10–13.
3. ↑  Miller 2005, p. 11.
4. ↑  Williams 2002, p. 5.
5. ↑  Miller 2005, pp. 13–14, 19.
6. ↑  Goodall 1992, p. 94.
7. ↑  Jenkins and Landis 2008, pp. 233–34.
8. ↑  "ATF procurement launches new era". الطيران الدولي, 15 November 1986. p. 10. Retrieved 25 June 2011. نسخة محفوظة 5 أغسطس 2019 على موقع واي باك مشين.
9. ↑  Goodall 1992, p. 91.
10. 1 2 3 4 5 6 7  Winchester 2005, pp. 198–99.
11. 1 2  Miller 2005, p. 23.
12. ↑  Sweetman 1991, pp. 23, 43.
13. ↑  "YF-23 roll out marks ATF debut." الطيران الدولي, 27 June – 3 July 1990. p. 5. Retrieved 24 June 2011. نسخة محفوظة 5 أغسطس 2019 على موقع واي باك مشين.
14. ↑  Goodall 1992, p. 99.
15. 1 2  Goodall 1992, p. 120.
16. 1 2  Miller 2005, p. 37.
17. 1 2  Jenkins and Landis 2008, p. 237.
18. ↑  Pace 1999, p. 50c.
19. ↑  Goodall 1992, pp. 108–15, 124.
20. ↑  Walkaround. yf-23.net نسخة محفوظة 18 سبتمبر 2019 على موقع واي باك مشين.
21. ↑  Sweetman 1991, pp. 42–44, 55.
22. 1 2  "YF-23 would undergo subtle changes if it wins competition". Defense Daily 14 January 1991
23. ↑  Sweetman 1991, pp. 34–35, 43–45.
24. ↑  NAVAL ATF TO USE TECHNOLOGIES BEYOND THOSE IN AIR FORCE VERSION 654 words 12 July 1990 Aerospace Daily ASD Pg. 59 Vol. 155, No. 8 English Copyright 1990 McGraw-Hill, Inc.
25. ↑  ATF Chapter 9, "A Complete History of US COMBAT AIRCRAFT Fly-Off Competitions", by Erik Simonsen. (ردمك 1580072275)
26. ↑  Air Force Legends Number 220. Northrop YF-23 by Paul Metz. Page 79. (ردمك 0989258378)
27. ↑  St. Louis Post-Dispatch (St. Louis, Missouri) · Thu, May 24, 2001 · Main Edition · Page 100
28. ↑  Goodall 1992, pp. 102–03.
29. 1 2  Aronstein 1998, p. 136.
30. ↑  Miller 2005, pp. 36, 39.
31. ↑  Norris, Guy. "NASA could rescue redundant YF-23s." الطيران الدولي, 5–11 June 1991. p. 16. Retrieved: 25 June 2011. - 1440.html نسخة محفوظة 2019-08-05 على موقع واي باك مشين.
32. 1 2 3  Miller 2005, pp. 38–39.
33. ↑  Goodall 1992, p. 110.
34. ↑  Sweetman 1991, p. 55.
35. 1 2  Jenkins and Landis 2008, p. 234.
36. ↑  Miller 2005, p. 38.
37. ↑  Miller 2005, p. 76.
38. ↑  Williams 2002, p. 6.
39. 1 2 3  "YF-23." مركز أبحاث الطيران نيل إيه أرمسترونغ, 20 January 1996. Retrieved: 25 June 2011. نسخة محفوظة 2012-08-27 على موقع واي باك مشين.
40. ↑  Hebert, Adam J. "Long-Range Strike in a Hurry." Air Force magazine, November 2004. Retrieved: 24 June 2011. 2004/1104strike.aspx نسخة محفوظة 2012-07-06 على موقع واي باك مشين.
41. ↑  "YF-23 re-emerges for surprise bid". الطيران الدولي, 13 July 2004. - 1169.html نسخة محفوظة 2019-08-05 على موقع واي باك مشين.
42. ↑  "Quadrennial Defense Review Report." U.S. Department of Defense, 6 February 2006. Retrieved 25 June 2011. نسخة محفوظة 2020-12-12 على موقع واي باك مشين.
43. ↑  Hebert, Adam J. "The 2018 Bomber and Its Friends." Air Force magazine, October 2006. Retrieved 24 June 2011. 2006/10062018.aspx نسخة محفوظة 2020-11-14 على موقع واي باك مشين.
44. ↑  Majumdar, Dave. "U.S. Air Force May Buy 175 Bombers." نسخة محفوظة 4 سبتمبر 2012 at Archive.is Defense News, 23 January 2011. Retrieved 29 August 2011.
45. ↑  Mizokami, Kyle "Now Northrop Grumman Wants to Build Japan's New Fighter Jet" Popular Mechanics, 10 July 2018. Retrieved 15 August 2018. نسخة محفوظة 2021-01-11 على موقع واي باك مشين.
46. ↑  "YF-23." نسخة محفوظة 27 أغسطس 2012 على موقع واي باك مشين. مركز أبحاث الطيران نيل إيه أرمسترونغ, 20 January 1996. Retrieved: 25 June 2011. "نسخة مؤرشفة". مؤرشف من الأصل في 2019-08-05. اطلع عليه بتاريخ 2021-01-01.{{استشهاد ويب}}:  صيانة الاستشهاد: BOT: original URL status unknown (link)
47. ↑  "Northrop-McDonnell Douglas YF-23A Black Widow II". National Museum of the U.S. Air Force, 6 November 2015. Retrieved 29 March 2018. نسخة محفوظة 23 أكتوبر 2020 على موقع واي باك مشين.
48. ↑  Miller 2005, p. 39.
49. ↑  "Static Displays" نسخة محفوظة 15 يوليو 2019 على موقع واي باك مشين.؛ "Northrop YF-23A 'Black Widow II'" نسخة محفوظة 15 يوليو 2019 على موقع واي باك مشين.. المتحف الغربي للطيران. Retrieved 31 August 2011. "نسخة مؤرشفة". مؤرشف من الأصل في 2020-11-11. اطلع عليه بتاريخ 2021-01-03.{{استشهاد ويب}}:  صيانة الاستشهاد: BOT: original URL status unknown (link)
50. ↑  Pace 1999, pp. 14–15.
51. ↑  Sweetman 1991, p. 93.
52. ↑  Lednicer، David. "The Incomplete Guide to Airfoil Usage". m-selig.ae.illinois.edu. مؤرشف من الأصل في 2021-01-26. اطلع عليه بتاريخ 2019-04-16.
53. 1 2  Sweetman 1991, pp. 42–43.

### بيانات الكتب
- Aronstein, David C. and Michael J. Hirschberg. Advanced Tactical Fighter to F-22 Raptor: Origins of the 21st Century Air Dominance Fighter. Arlington, Virginia: AIAA (American Institute of Aeronautics & Astronautics), 1998. (ردمك 978-1-56347-282-4).
- Goodall, James C. "The Lockheed YF-22 and Northrop YF-23 Advanced Tactical Fighters". America's Stealth Fighters and Bombers, B-2, F-117, YF-22, and YF-23. St. Paul, Minnesota: Motorbooks International Publishing, 1992. (ردمك 0-87938-609-6).
- Jenkins, Dennis R. and Tony R. Landis. Experimental & Prototype U.S. Air Force Jet Fighters. North Branch, Minnesota: Specialty Press, 2008. (ردمك 978-1-58007-111-6).
- Miller, Jay. Lockheed Martin F/A-22 Raptor, Stealth Fighter. Hinckley, UK: Midland Publishing, 2005. (ردمك 1-85780-158-X).
- Pace, Steve. F-22 Raptor. New York: McGraw-Hill, 1999. (ردمك 0-07-134271-0).
- Sweetman, Bill  [لغات أخرى]‏. YF-22 and YF-23 Advanced Tactical Fighters. St. Paul, Minnesota: Motorbooks International Publishing, 1991. (ردمك 0-87938-505-7).
- Williams, Mel, ed. "Lockheed Martin F-22A Raptor", Superfighters: The Next Generation of Combat Aircraft. London: AIRtime Publishing, 2002. (ردمك 1-880588-53-6).
- Winchester, Jim, ed. "Northrop/McDonnell Douglas YF-23", Concept Aircraft. Rochester, Kent, UK: Grange Books, 2005. (ردمك 1-84013-809-2).

## وصلات خارجية
- صور نورثروب واي إف-23 على موقع وكالة ناسا.
- "وثائقي عن نورثروب واي إف-23- الأرملة السوداء 2 (2000)".
- نورثروب/ماكدونل دوغلاس واي إف-23 (على موقع جو بوغر).
- نورثروب/ماكدونل دوغلاس واي إف-23 (على موقع طائرات مُقاتلة).